# Ridgmont
Ridgmont ist ein Ort und civil parish in Bedfordshire in England.

## Geschichte
Eine erste urkundliche Erwähnung des Ortes fand 1086 unter dem Namen „Segenhoe“ im Domesday Book statt. Der Name war ein Konstrukt, das auf dem angelsächsischen Namen „Hoh“ (für „Land“) stand und den Besitzer dieses Landes, eines gewissen „Segga“, mit einbezog. Entsprechend bedeutete „Segenhoe“ in etwa „Seggas Land“. Der darauf folgende Name „Rugemund“, erstmals 1227 erwähnt, geht auf das französische „rouge mont“ („roter Berg“) zurück, woraus sich dann im Laufe der Zeit der heutige Name des Ortes „Ridgmont“ ableitet.
In Ridgmont gab es eine Burg, die erstmals 1276 urkundlich erwähnt wurde und einem Walter Beywin gehörte.
Die Wasserversorgung der Bevölkerung wurde zunächst durch Brunnen gewährleistet, im 20. Jahrhundert wurde ein Wasserturm, südlich der Kirche, zur Trinkwasserversorgung errichtet.
Gemäß der ersten Volkszählung, die 1801 stattgefunden hat, zählte Ridgmont zum damaligen Zeitpunkt 581 Einwohner. Nach einem im Jahr 1851 erfolgten sprunghaften Anstieg auf 999 Einwohner, was fast einer Verdoppelung gleichkam, sank die Zahl der Einwohner kurz nach der Jahrhundertwende auf 540 Personen. Nach einem erneuten Anstieg im Jahr 1953, als 983 Einwohner gezählt wurden, sank die Zahl im Jahr 2001 (der bisher letzten amtlichen Erhebung der Einwohnerzahlen) auf 418 Personen. 

## Geografie
Geographisch liegt die Ortschaft im Norden und Süden jeweils auf etwa 350 m, durchquert von einem Tal. Ridgmont liegt verkehrsgünstig an der Ausfahrt 13 der Autobahn M1 und in der Nähe der Stadt Milton Keynes, die sich westlich befindet, und der Ortschaft Woburn im Südwesten.
|               | Brogborough                                 | Lidlington |
| Milton Keynes | Kompassrose, die auf Nachbargemeinden zeigt | Ampthill   |
| Woburn        | Eversholt                                   | Flitwick   |

## Unternehmen

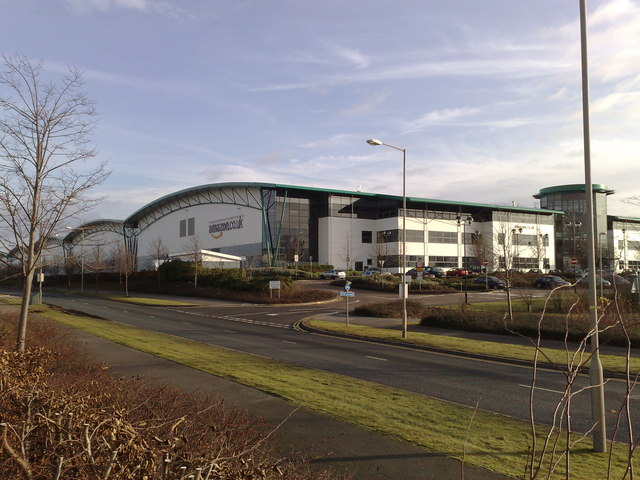
Amazon Auslieferungslager in Ridgmont

In Ridgmont haben global tätige Versandhandelsunternehmen Auslieferungslager erstellt, wie beispielsweise Amazon oder FedEx, die selbst in umsatzschwachen Zeiten mehr Menschen an diesem Standort beschäftigen, als der gesamte Ort Einwohner hat.